# Ашаги-Агджакенд
Ашаги́-Агджаке́нд (азерб. Aşağı Ağcakənd, вірм. Շահումյան), до 1938 року Нижній Агджакенд (рос. Нижний Агджакенд) — селище в Геранбойському районі Азербайджану.
Влітку 1992 року під час Карабаської війни у ході Літнього наступу азербайджанських військ місто перейшло під контроль Національної армії Азербайджану.